# آلدو ۱۷۰۱۹
سیارک ۱۷۰۱۹ (به انگلیسی: 17019 Aldo، نامگذاری:1999DV3) هفده هزار و نوزدهمین سیارک کشف شده‌است که در ۲۳ فوریه ۱۹۹۹ کشف شد.
قدر مطلق سیارک برابر ۱۳٫۵۰ است.